# Quels seront les cinq ?
Pour plus de détails, voir Fiche technique et Distribution.

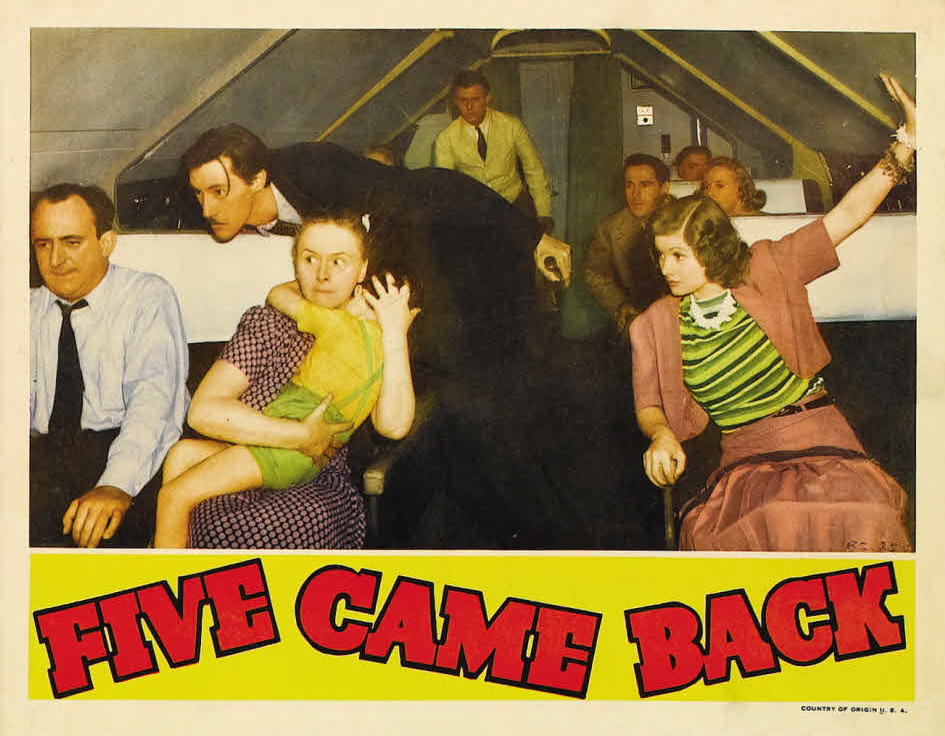

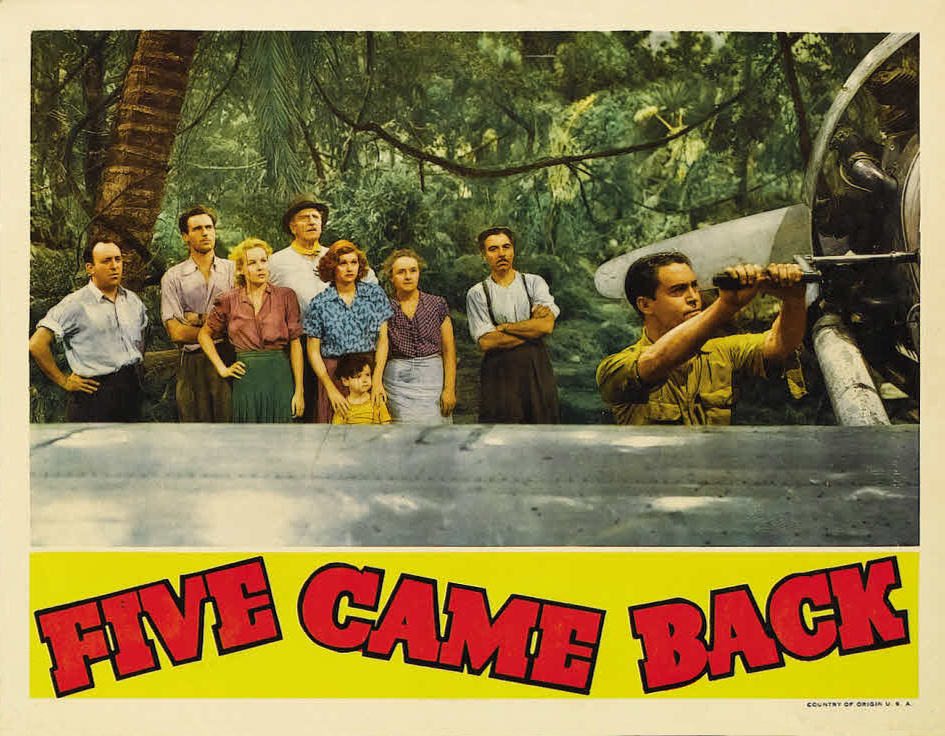

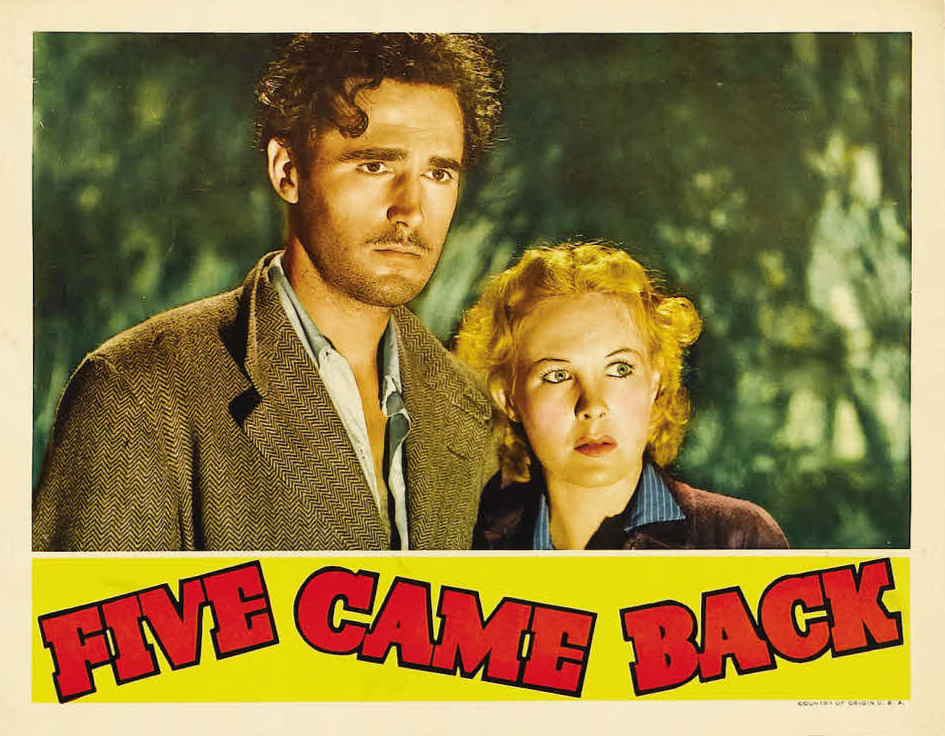
Patric Knowles et Wendy Barrie

Quels seront les cinq ? (Five Came Back) est un film américain en noir et blanc réalisé par John Farrow, sorti en 1939.
Considéré comme un précurseur du genre film catastrophe, deux remakes seront tournés : un film mexicain en 1948 (Los que volvieron) et un film américain en 1956 (Les Échappés du néant).

## Synopsis
Douze personnes embarquent à bord d'un avion, le "Silver Queen", à destination de l'Amérique du Sud. Mais l'engin est pris dans une tempête et s'écrase quelque part à l'est des Andes, dans une forêt humide où vivent les Indiens Jivaros, les "réducteurs de têtes".
Bill Brooks et son copilote Joe tentent de réparer l'avion. Le vieux professeur Henry Spengler s'aperçoit que le territoire sur lequel ils ont atterri, est plus que dangereux. Si certains personnages s'adaptent à la situation, d'autres révèlent leur véritable nature.

## Fiche technique
- Titre français : Quels seront les cinq ?
- Titre original : Five Came Back
- Réalisation : John Farrow
- Scénario : Jerome Cady, Dalton Trumbo, Nathanael West
  - d'après une histoire du journaliste Richard Carroll
- Musique : Roy Webb
- Direction artistique : Van Nest Polglase
- Costumes : Edward Stevenson
- Chef-opérateur : Nicholas Musuraca
- Montage : Harry Marker
- Photographie : Nicholas Musuraca
- Production : Robert Sisk (en)
- Société de production et de distribution : RKO Pictures
- Pays de production :  États-Unis
- Langue originale : anglais américain
- Format : noir et blanc — 35 mm — 1,37:1 — son : mono (RCA Victor System)
- Genre : aventures, film catastrophe
- Durée : 75 minutes
- Dates de sortie :
  - États-Unis : 23 juin 1939
  - France : 23 août 1939

## Distribution
- Chester Morris : Bill Brooks
- Lucille Ball : Peggy Nolan
- Wendy Barrie : Alice Melbourne
- John Carradine : M. Grimp
- Allen Jenkins : Peter 'Pete'
- Joseph Calleia : Vasquez
- C. Aubrey Smith : le professeur Henry Spengler
- Kent Taylor : Joe
- Patric Knowles : Judson Ellis
- Elisabeth Risdon : Martha Spengler
- Casey Johnson : Tommy Mulvaney
- Pedro de Cordoba : l'ambassadeur
- Frank Faylen : le photographe
- Patrick H. O'Malley Jr. : Michael 'Mike' Mulvaney
- Robert Homans : le capitaine de police

## Production
- Avec un modeste budget de 225 000 dollars[1], ce qui était extrêmement faible même selon les normes du studio RKO, le film a généré un bénéfice de 262 000 dollars. Produit avec peu de moyens et distribué dans les salles comme film de série B, il s'est avéré être un succès surprise qui a rapidement suscité un bouche-à-oreille enthousiaste[2]. Il a reçu des avis très positifs de la part des critiques.

- Le film est fondé sur une histoire originale de l'ancien journaliste Richard Carroll. Le studio RKO l'achete le 12 avril 1938 et déclare que Cary Grant pourrait faire partie de la distribution[3].

- Alors en contrat pour tourner trois films pour le compte de le R.K.O., John Farrow accepte en 1956 de réaliser un remake relativement fidèle de son propre film, cette fois intitulé Les Échappés du néant (Back from Eternity) avec, en vedettes : Robert Ryan, Anita Ekberg et Rod Steiger.